# Chouïa cinema
 (octobre 2012).
Pour plus de détails, voir Fiche technique et Distribution.
Chouïa cinema est un documentaire français réalisé par Julien Dubois et Fodil Chabbi en 2003.

## Synopsis
S’appuyant sur le récit d’un tournage en décors naturels dans les rues et les quartiers d’Alger, ce film entend aller à la rencontre de ce profond désir de cinéma dans un pays qui, durant près de deux décennies, fut privé d’images de lui-même.